# ميخائيل ماتفيفيتش خيراسكوف
ميخائيل ماتفيفيتش خيراسكوف (5 نوفمبر 1733 - 9 أكتوبر 1807) (بالروسية: Михаи́л Матве́евич Хера́сков) شاعر روسي ملحمي من القرن الثامن عشر.

## سيرته
ولِدَ ميخائيل ماتفيفيتش خيراسكوف في الخامس من نوفمبر سنة 1733، في أسرة نبيلة أرستقراطية، وتعود أصول أبيه إلى رومانيا، واستقرَّ في أوكرانيا. بعد أن أكمل خيراسكوف تعليمه في روسيا تابع تعليمه خارج بلاده بمساعدة من أصدقائه الماسونيين، وبعد عودته إلى بلاده عُيِّن عميداً لجامعة موسكو عندما بلغ الثلاثين من العمر. يُعتَبر خيراسكوف من أفضل شعراء اللغة الروسية في زمنه، واعتبرته كاترين الثانية أهمُّ الشعراء الروس على الإطلاق. من أبرز أعمال خيراسكوف ملحمة «روسياد»، التي ألَّفها في غضون تسع سنوات من 1771 وحتى 1779، وهي أوَّل ملحمة روسية تتبع تقليد هوميروس وفيرجيل، ومنحته لقب «هوميروس روسيا»، وتحكي عن استيلاء إيفان الرهيب على كازان، وبلغت ملحمته من الطول حيث لا تنافسها على لقب أطول قصيدة باللغة الروسية سوى قصيدة خيراسكوف الأخرى «انبعاث فلاديمير». قضى خيراسكوف معظم أيَّامه في قرية جريبنيوف التي تبعد 30 كيلومتراً عن موسكو، وتُوفِّي في التاسع من أكتوبر سنة 1807.

## أعماله
- «الملحمة الروسية» (Россиада، روسياد، ملحمة شعرية).
- «انبعاث فلاديمير» (قصيدة).

## روابط خارجية
- ميخائيل ماتفيفيتش خيراسكوف على موقع الموسوعة البريطانية (الإنجليزية)